# Family BASIC
Family BASIC é um produto desenvolvido pela Nintendo com a Hudson Soft e a Sharp Corporation, consistindo em um cartucho e um teclado com um software para programação baseado na linguagem BASIC que permite programar jogos no Famicom. O Family BASIC teve sucesso comercial, com mais de 400 unidades vendidas até o final da década de 1980.
Em uma revisão retrospectiva de 2011, a Retro Gamer considerou que era um periférico "um tanto inútil" para o Famicom devido ao seu alto preço e falta de compatibilidade com o Famicom Disk System, embora eles tenham achado que é uma peça de coleção interessante por sua raridade e conceito geral. Na retrospectiva de 2013 da IGN sobre a biblioteca do Famicom no Japão, Lucas Thomas chamou o Family BASIC de "uma solução de computação doméstica legítima". Ele criticou a interface como "nebulosa de navegar", mas se perguntou como "teria sido divertido ver o que os desenvolvedores de jogos amadores da América e da Europa, frequentemente brilhantes, dos anos 80 poderiam ter feito com essas ferramentas em mãos".